# Sân vận động Vượng Giác

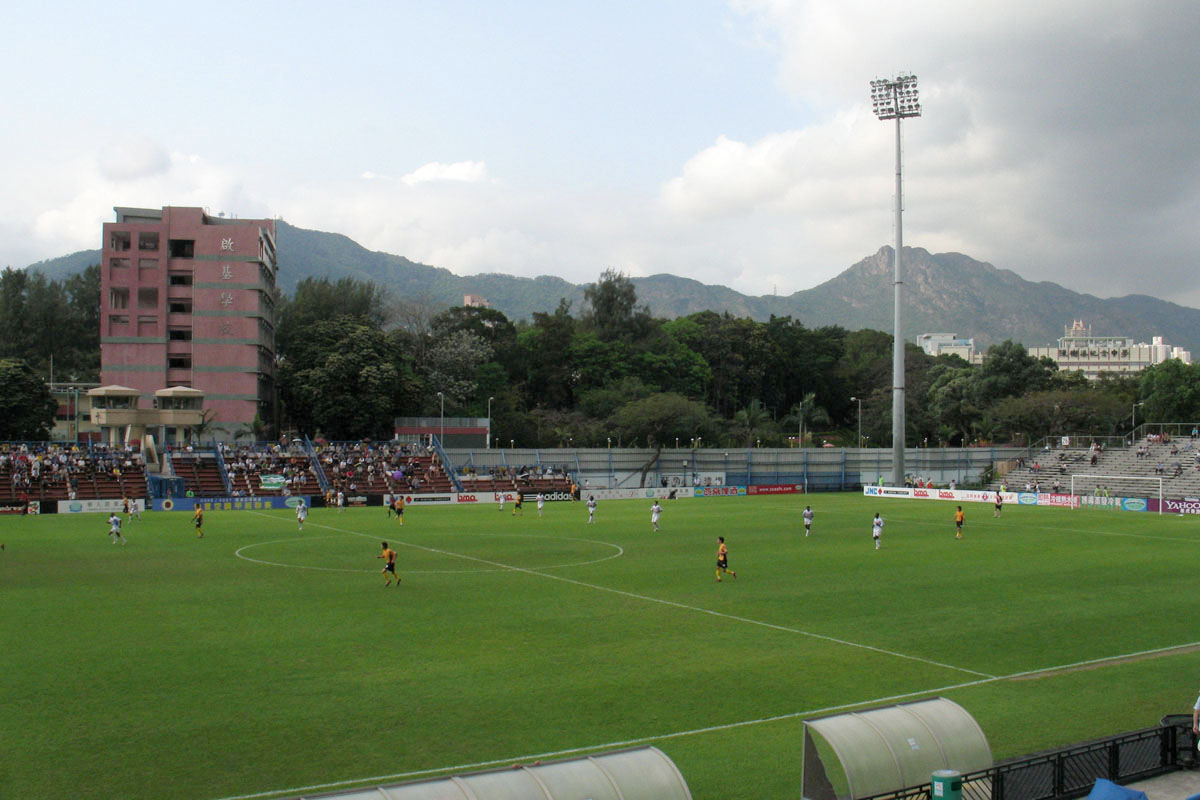
Sân vận động Vượng Giác trước khi được cải tạo vào năm 2011

Sân vận động Vượng Giác (tiếng Trung: 旺角大球場, Hán-Việt: Vượng Giác đại cầu trường) là một sân vận động ở Vượng Giác, Cửu Long, Hồng Kông. Với sức chứa 6.664 chỗ ngồi (mỗi khán đài có sức chứa 1.666 chỗ ngồi), đây là nơi tổ chức các trận đấu bóng đá của Giải bóng đá Ngoại hạng Hồng Kông. Hai đội Southern và Kiệt Chí hiện đang dùng chung sân này. Sân được điều hành bởi Sở Dịch vụ Văn hóa và Giải trí của Hồng Kông.

## Lịch sử
Sân vận động này được gọi là Army Sports Ground trước khi Hội đồng Thành thị tiếp quản vào năm 1961.

## Hình ảnh

### Trước khi cải tạo

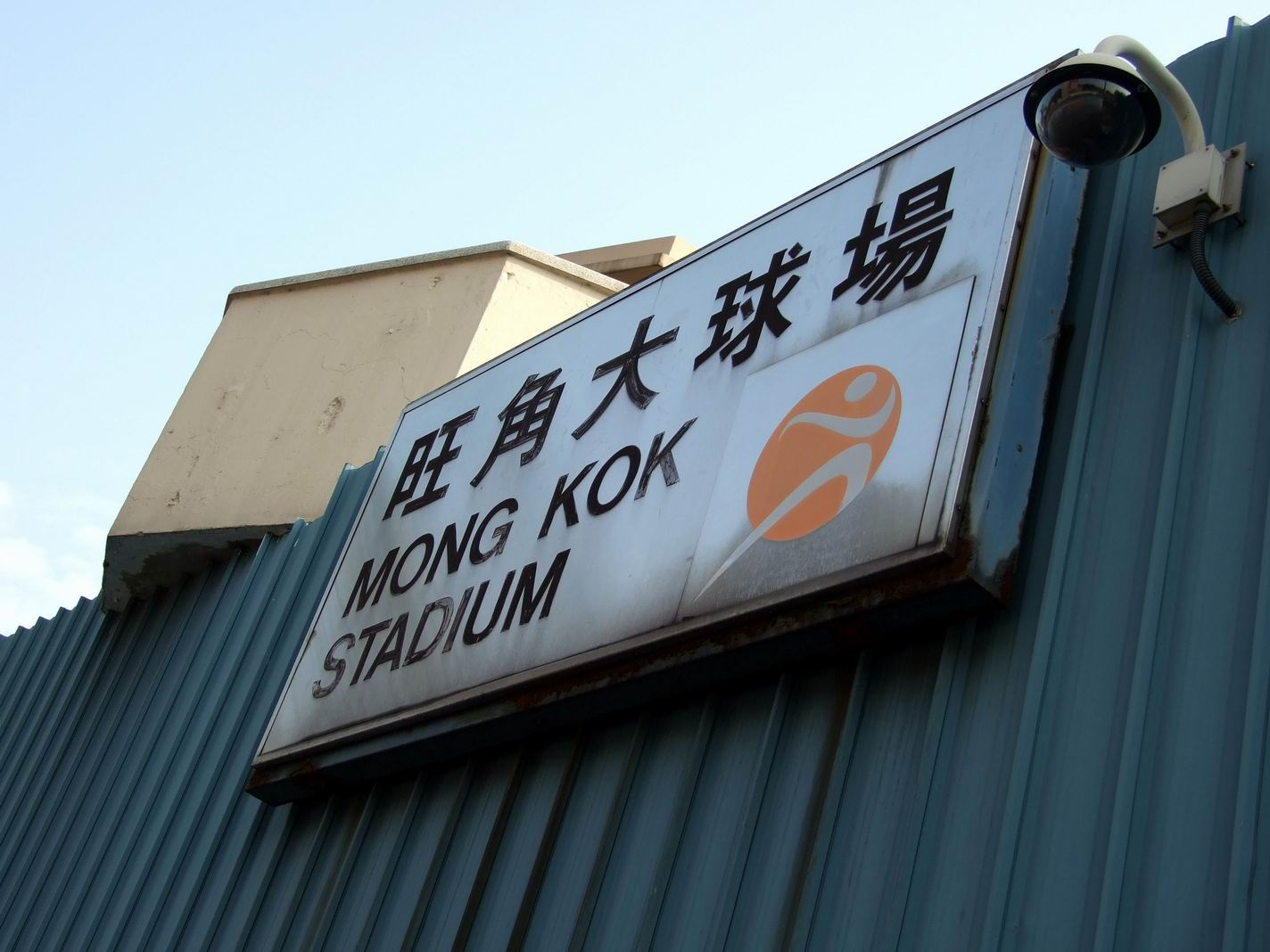
Bảng hiệu sân vận động
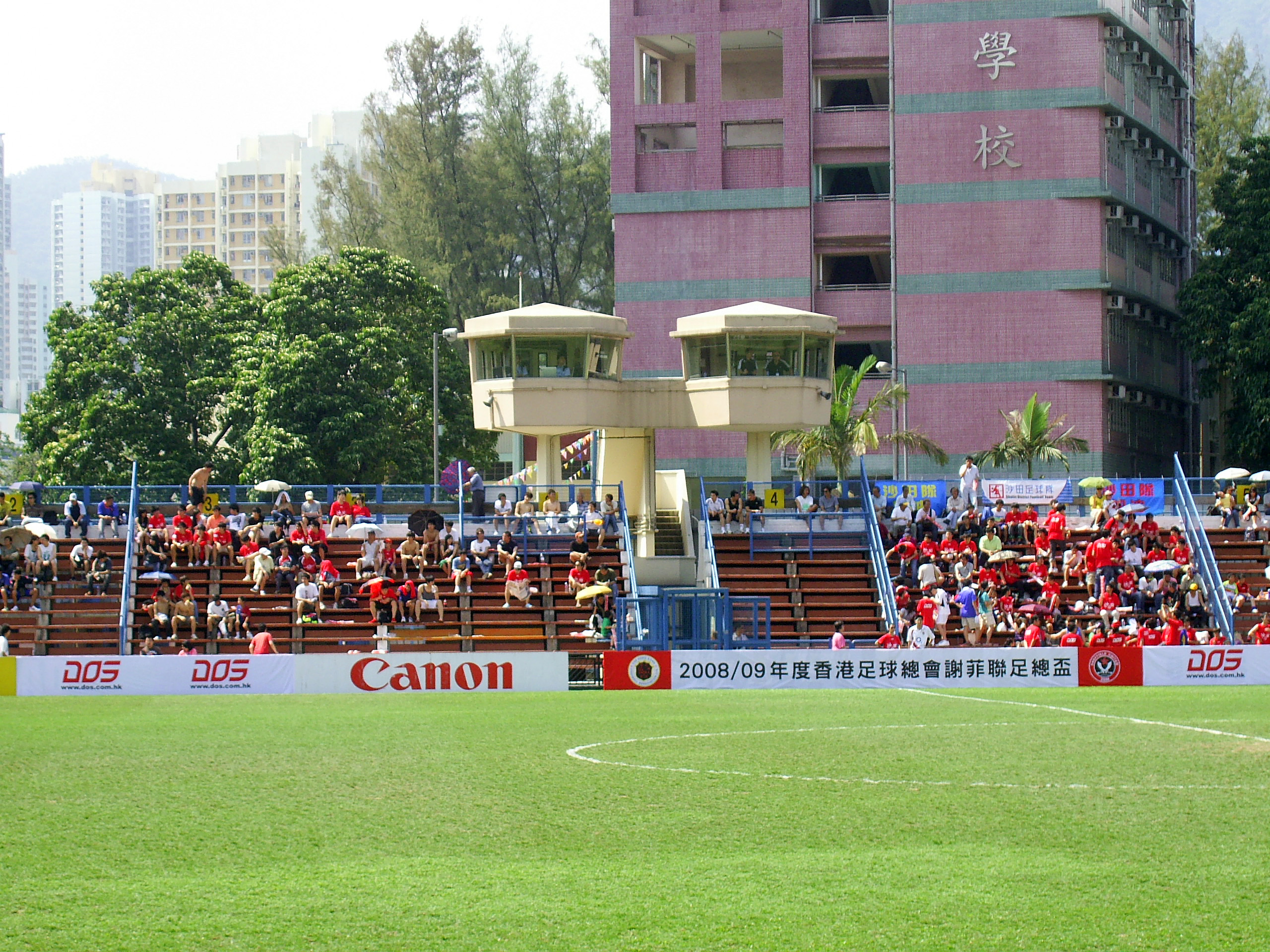
Tháp điều khiển của cảnh sát và tháp phát sóng
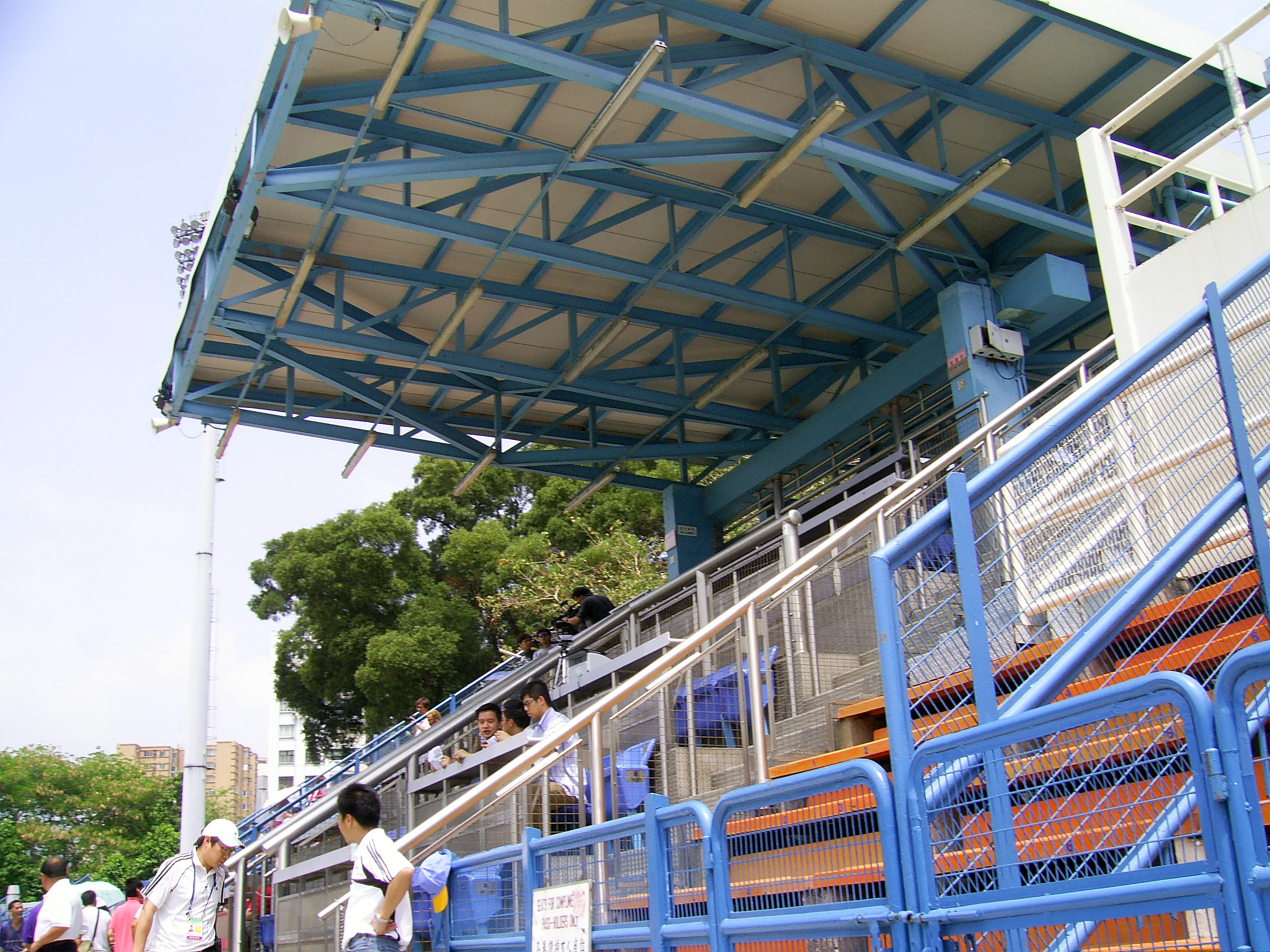
Chỗ ngồi VIP
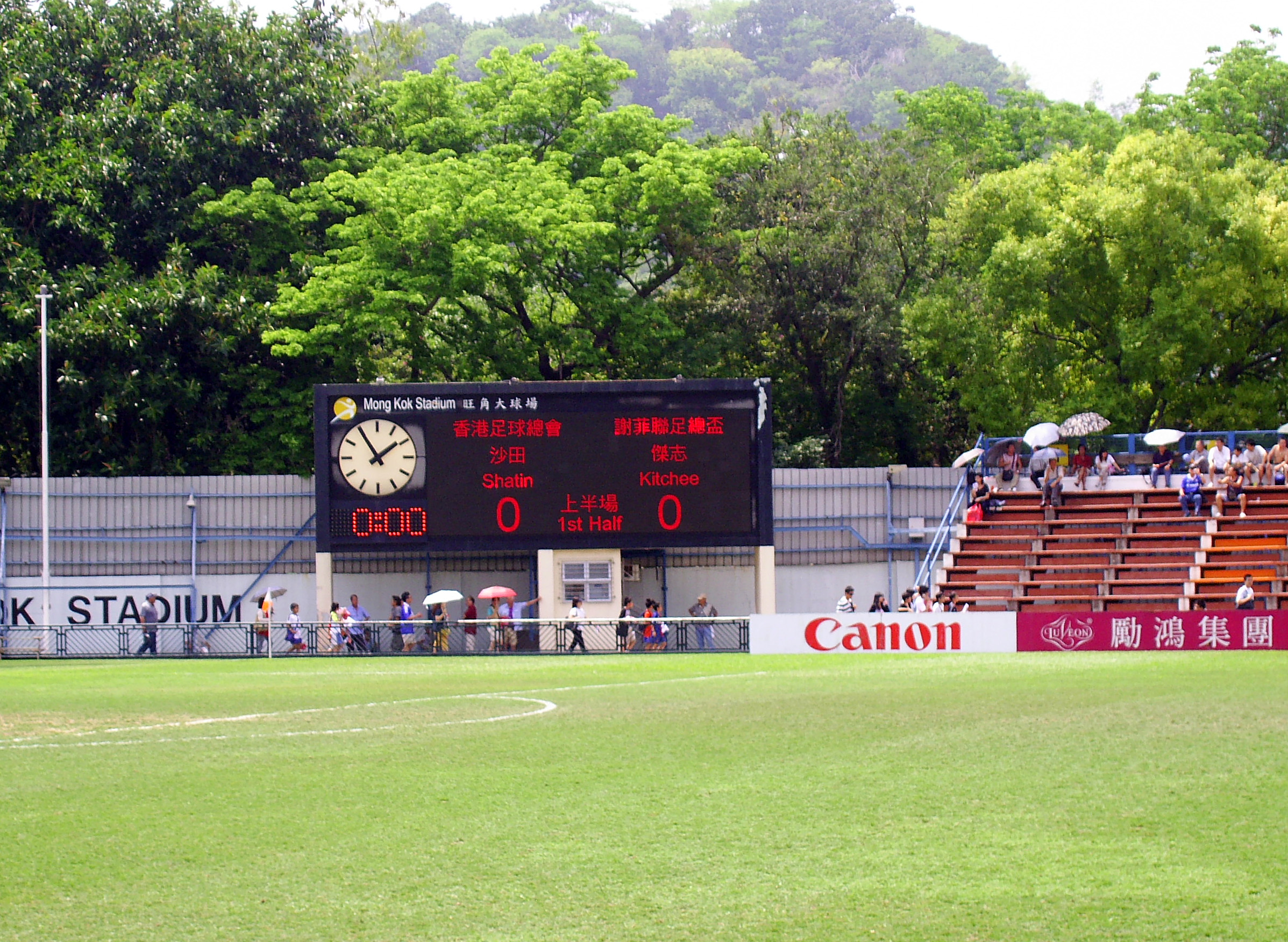
Bảng tỉ số điện tử
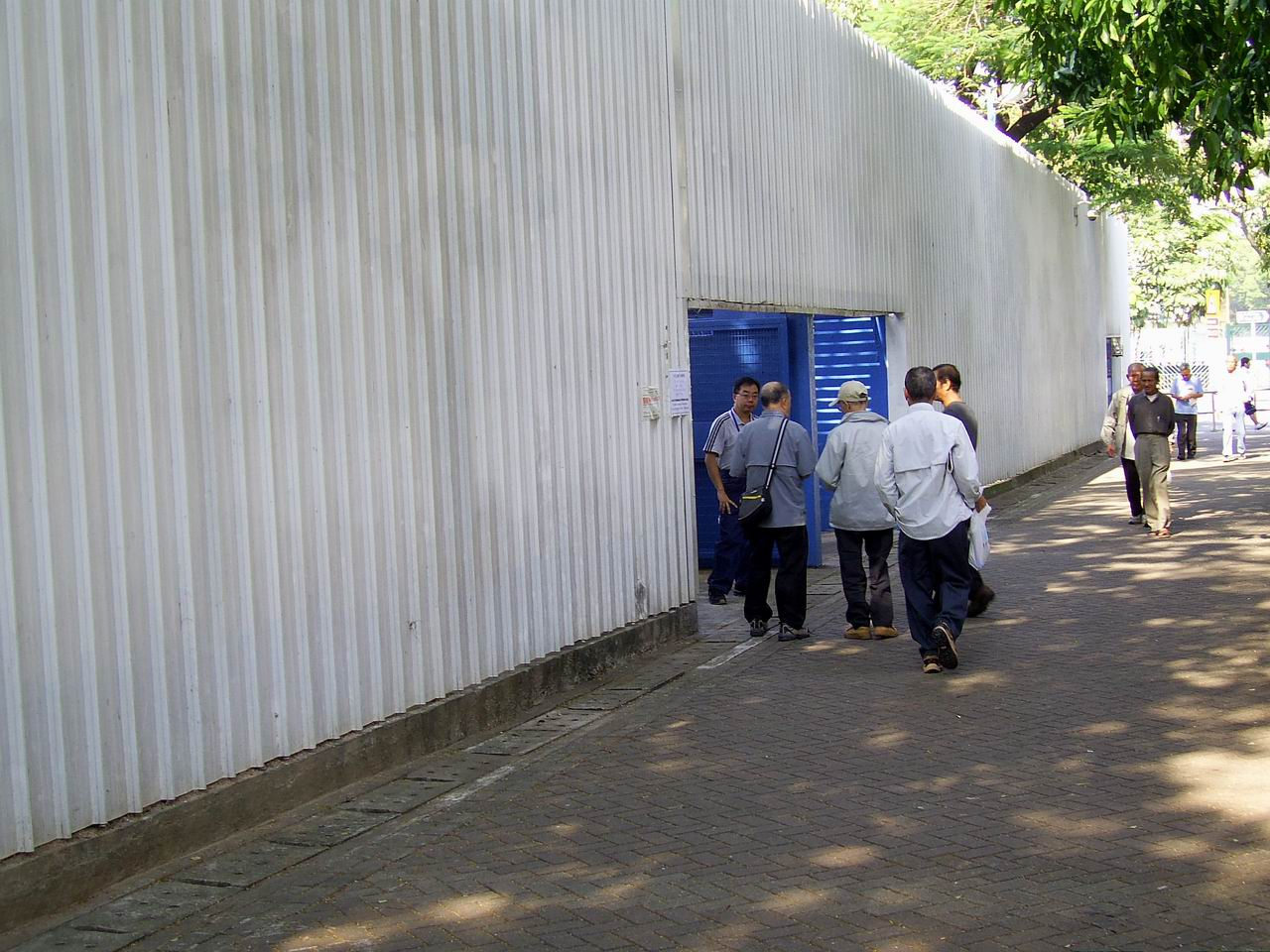
Lối vào sân vận động
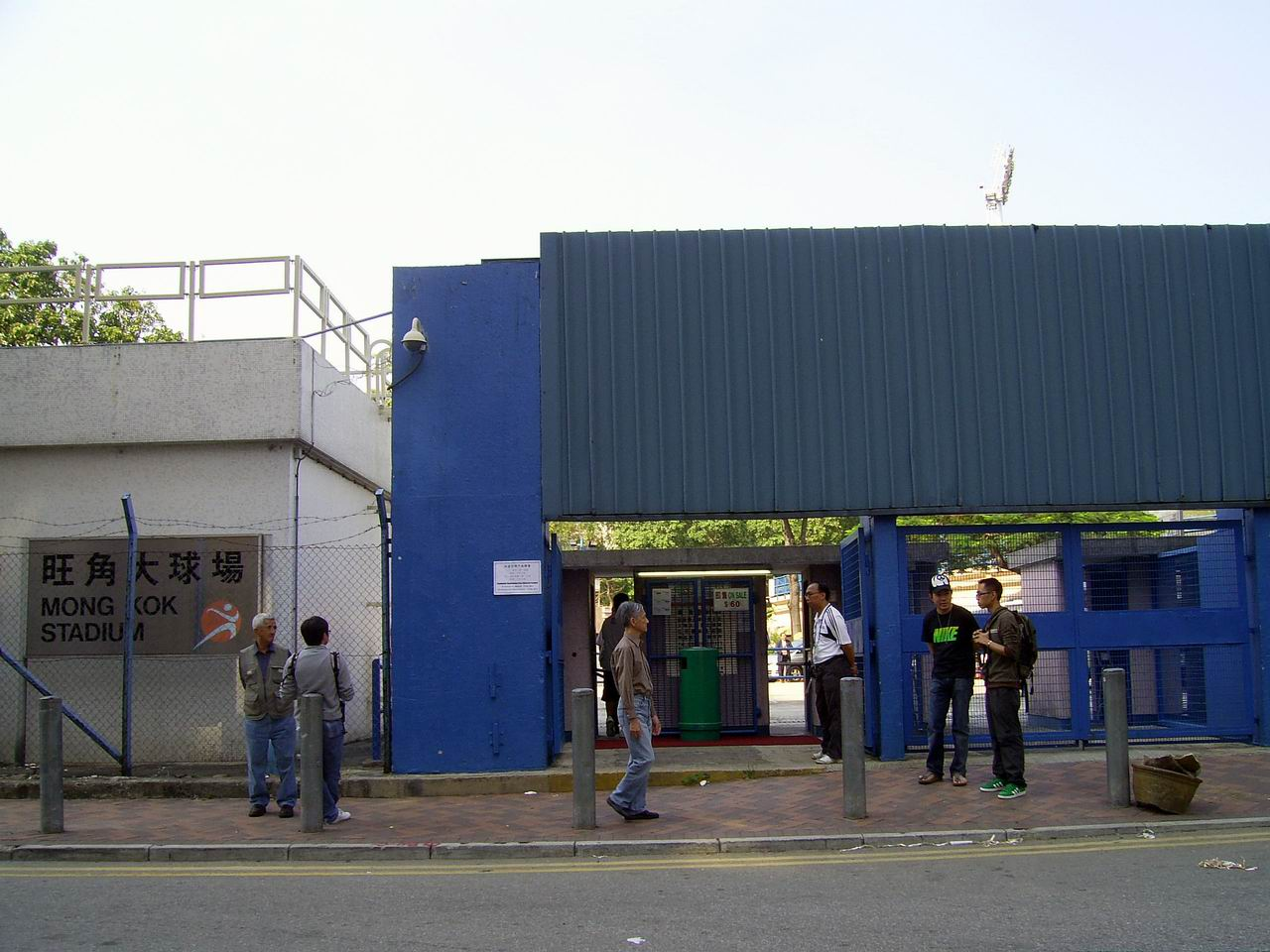
Lối vào từ Đường Flower Market
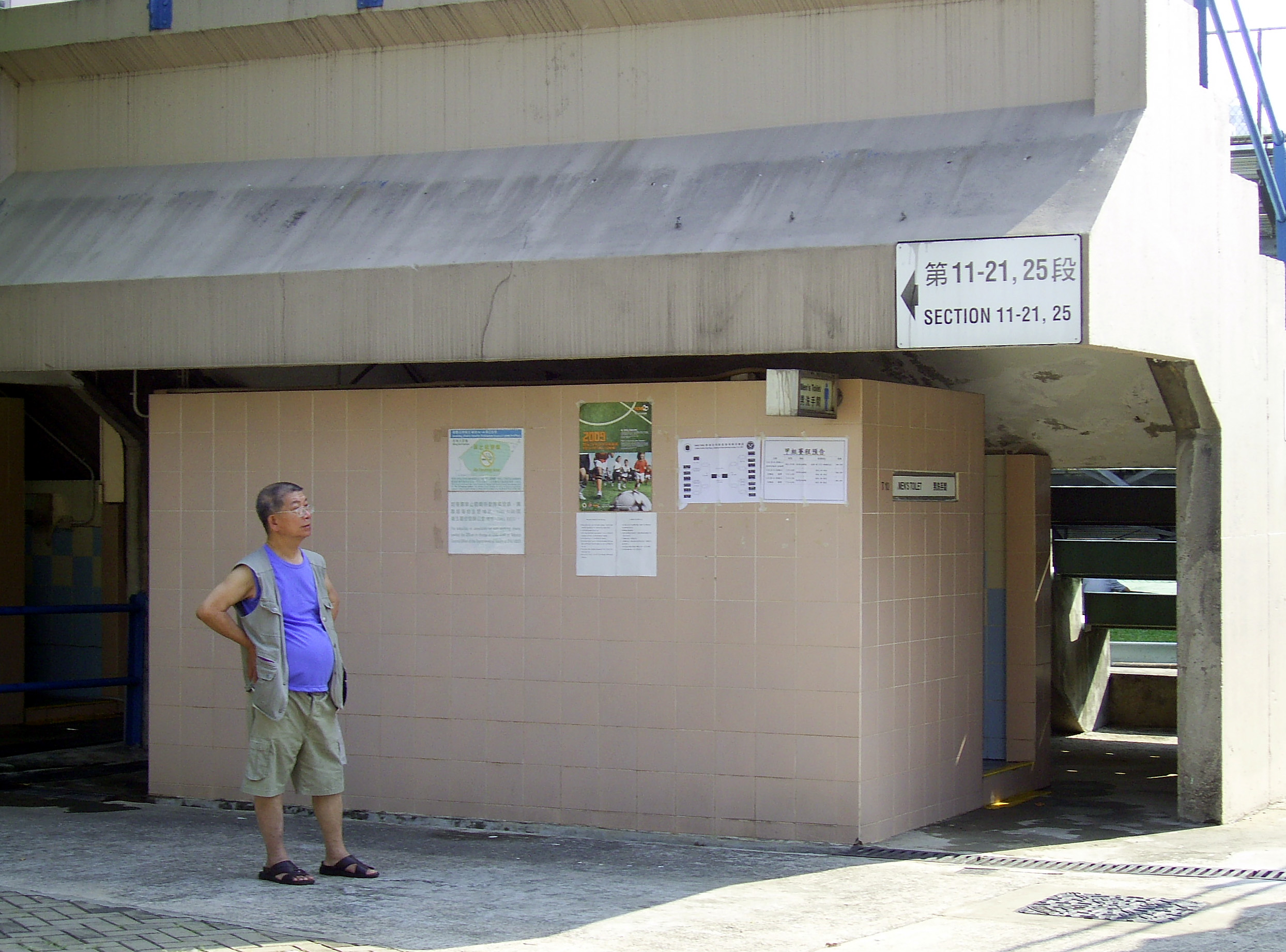
Nhà vệ sinh
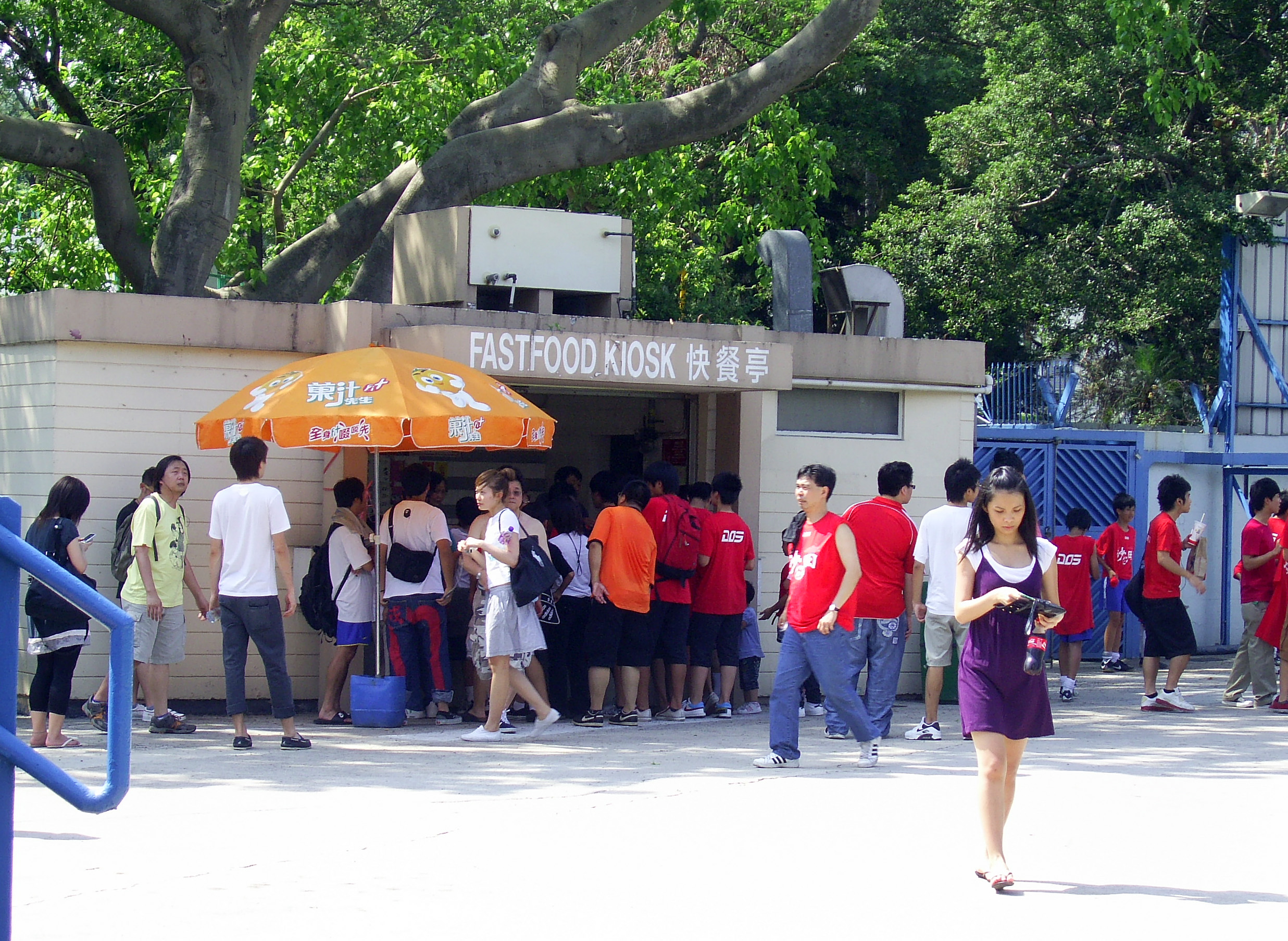
Cửa hàng đồ ăn nhanh

### Sau khi cải tạo

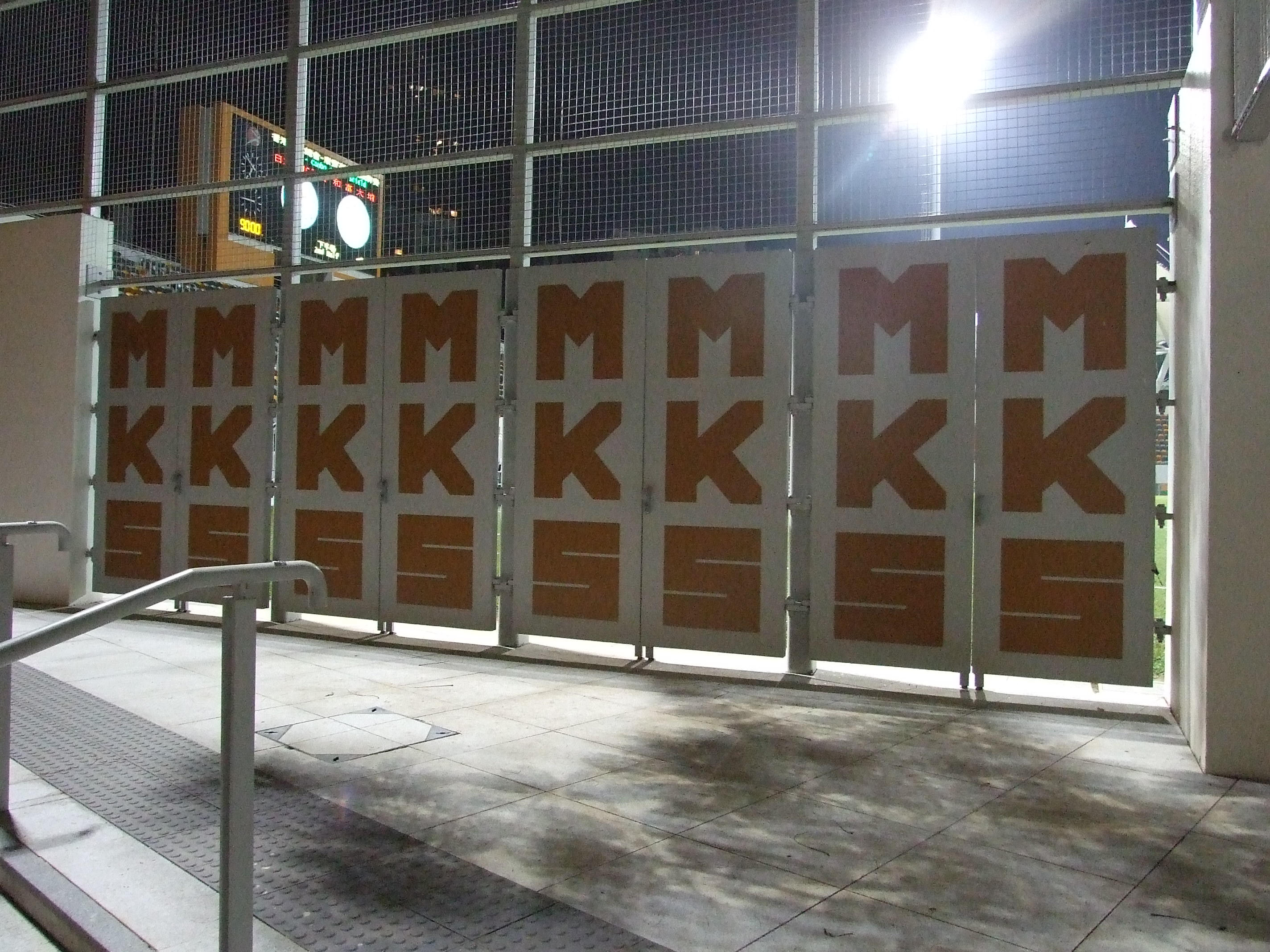
Biểu trưng sân vận động
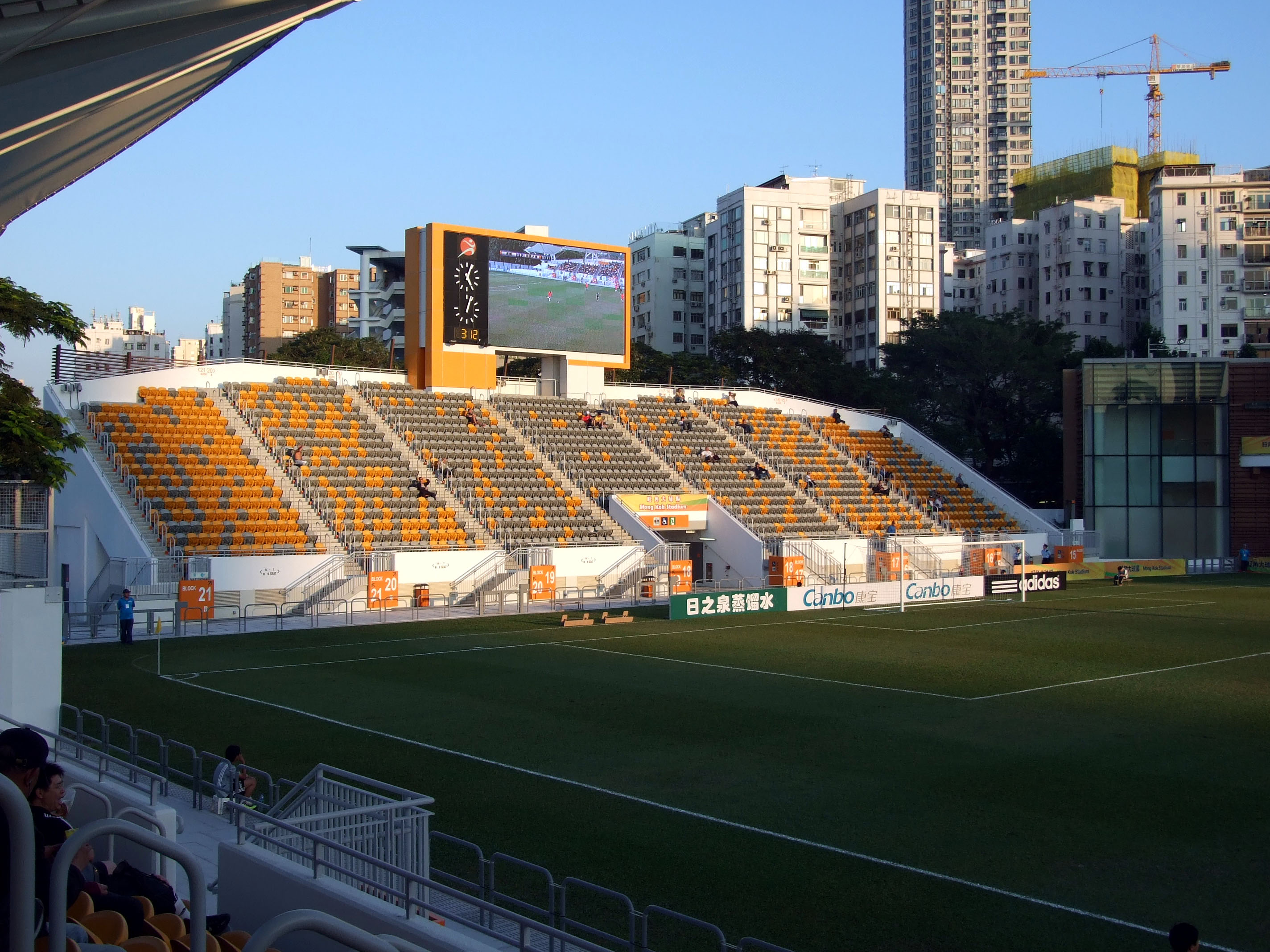
Màn hình và bảng tỉ số điện tử
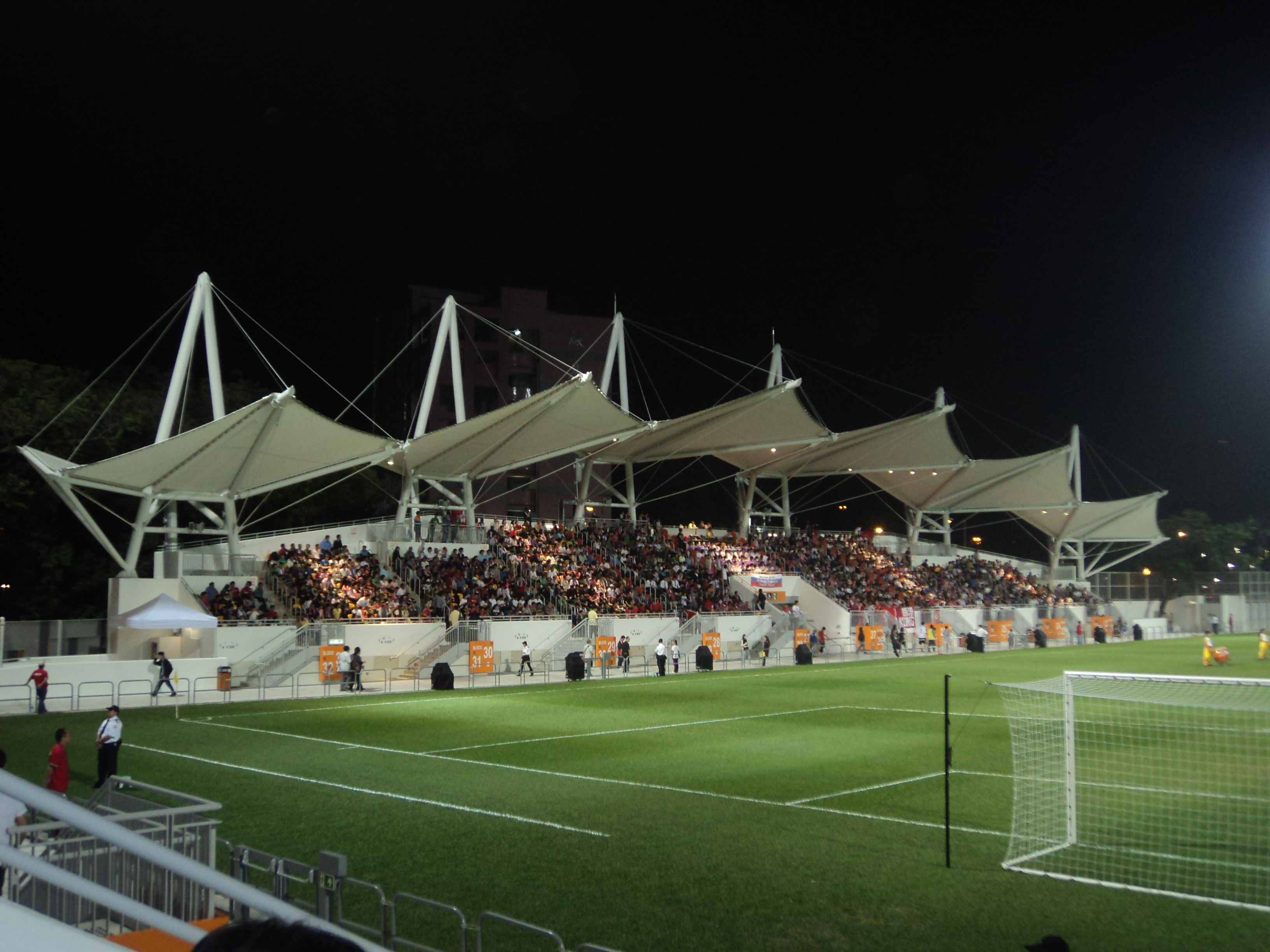
Khán đài chính
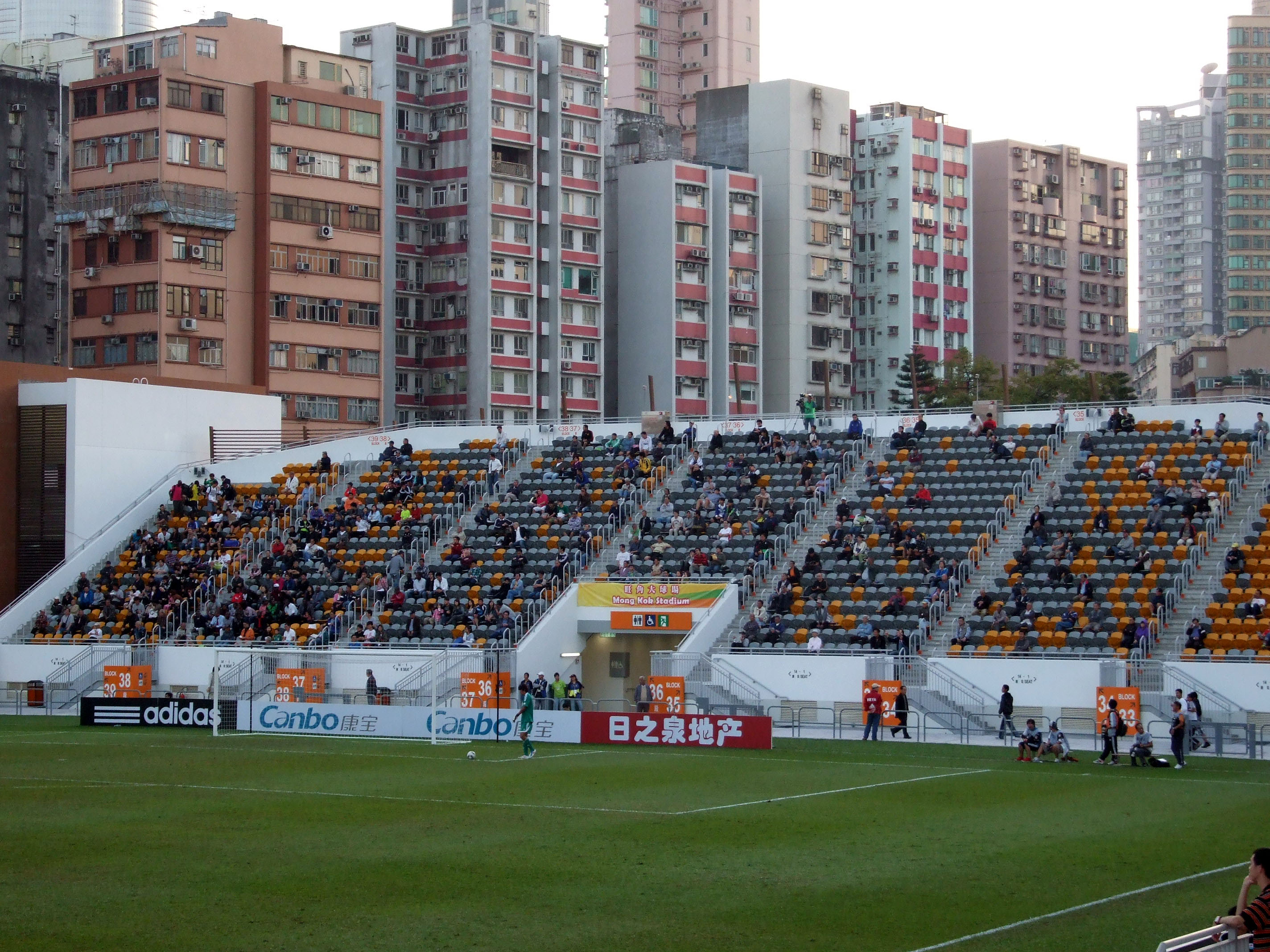
Khán đài chính
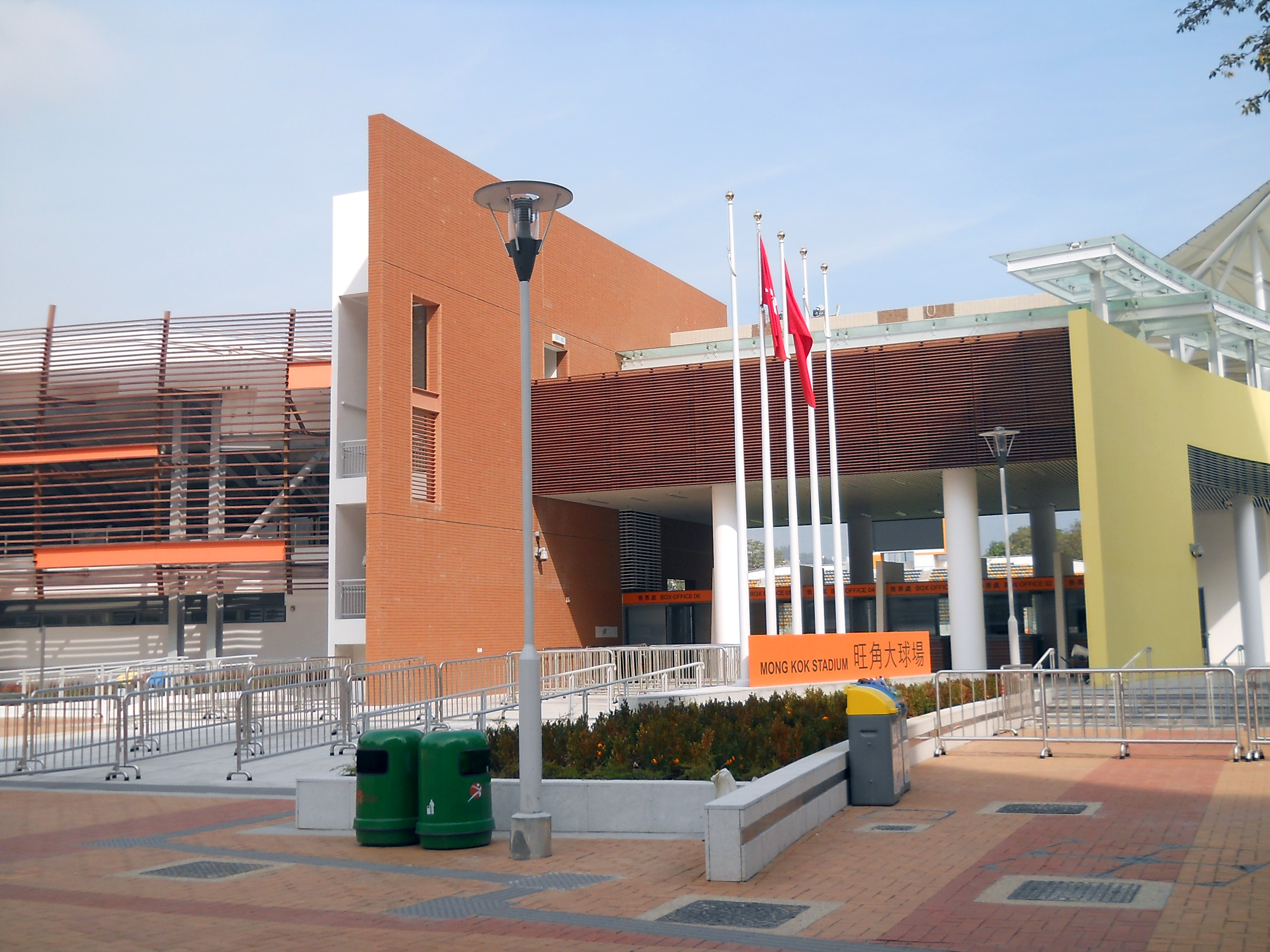
Lối vào từ Đường Flower Market